# 榕江平原
榕江平原位于粤东沿海地区，为榕江的冲积平原，是潮汕平原的主要组成部分。面积大约980平方公里。西起揭阳揭东与揭阳市区交界处，向东南延伸至汕头牛田洋。该平原海拔一般低于200米，沿河地带低于10米。夏秋两季易受台风及热带风暴影响。境内人口超过200万，是粤东地区经济、文化荟萃之地。